# Tonagh Promontory
Tonagh Promontory är en udde i Antarktis. Den ligger i Östantarktis. Australien gör anspråk på området.
Terrängen inåt land är varierad. Havet är nära Tonagh Promontory västerut. Trakten är glest befolkad. Närmaste befolkade plats är Zhongshan Station, 16,3 kilometer nordost om Tonagh Promontory. 